# Denver Nuggets 2000-2001
La stagione 2000-01 dei Denver Nuggets fu la 25ª nella NBA per la franchigia.
I Denver Nuggets arrivarono sesti nella Midwest Division della Western Conference con un record di 40-42, non qualificandosi per i play-off.

## Roster
| N° | Naz.                   | Ruolo | Sportivo          | Anno | Alt. | Peso |
| -- | ---------------------- | ----- | ----------------- | ---- | ---- | ---- |
| 3  | Stati Uniti (bandiera) | A     | Tracy Murray      | 1971 | 201  | 102  |
| 5  | Stati Uniti (bandiera) | G     | Anthony Goldwire  | 1971 | 185  | 83   |
| 5  | Stati Uniti (bandiera) | G     | Voshon Lenard     | 1973 | 193  | 93   |
| 9  | Francia (bandiera)     | A     | Tariq Abdul-Wahad | 1974 | 198  | 101  |
| 14 | Stati Uniti (bandiera) | G     | Robert Pack       | 1969 | 188  | 82   |
| 15 | Stati Uniti (bandiera) | A     | Keon Clark        | 1975 | 211  | 100  |
| 21 | Stati Uniti (bandiera) | GA    | George McCloud    | 1967 | 198  | 93   |
| 24 | Stati Uniti (bandiera) | AC    | Antonio McDyess   | 1974 | 206  | 100  |
| 29 | Stati Uniti (bandiera) | GA    | Calbert Cheaney   | 1971 | 201  | 95   |
| 30 | Stati Uniti (bandiera) | A     | Mark Strickland   | 1970 | 206  | 95   |
| 31 | Stati Uniti (bandiera) | G     | Nick Van Exel     | 1971 | 185  | 77   |
| 32 | Dominica (bandiera)    | C     | Garth Joseph      | 1973 | 218  | 143  |
| 41 | Stati Uniti (bandiera) | GA    | James Posey       | 1977 | 203  | 98   |
| 42 | Stati Uniti (bandiera) | A     | Ryan Bowen        | 1975 | 201  | 98   |
| 43 | Stati Uniti (bandiera) | AC    | Kevin Willis      | 1962 | 213  | 100  |
| 45 | Stati Uniti (bandiera) | AC    | Raef LaFrentz     | 1976 | 211  | 109  |
| 50 | Stati Uniti (bandiera) | C     | Dan McClintock    | 1977 | 213  | 122  |
| 52 | Stati Uniti (bandiera) | AC    | Terry Davis       | 1967 | 206  | 102  |

## Staff tecnico
- Allenatore: Dan Issel
- Vice-allenatori: John Lucas, Mike Evans, Louie Dampier, Kim Hughes